# لاسومبسيون (كيبك)
لاسومبسيون (بالإنجليزية: L'Assomption, Quebec)‏ هي بلدية محلية في كيبيك تقع في كندا في L'Assomption Regional County Municipality. يقدر عدد سكانها بـ 20,065 نسمة ومساحتها 100.80 كم2 .